# میتسومی تاکاهاشی
میتسومی تاکاهاشی (انگلیسی: Mitsuomi Takahashi؛ زادهٔ ۱۰ مارس ۱۹۸۲) بازیگر اهل ژاپن است.